# Hermanas Vicentinas de la Caridad
La Congregación de Hermanas Vicentinas de la Caridad (oficialmente en latín: Congregatio Sororum Caritatis Pittsburgensis) fue una congregación religiosa católica femenina, de vida apostólica y de derecho diocesano, fundada en 1902 por el sacerdote checoslovaco Adalbert Kazincy, en Pittsburgh (Estados Unidos). A las religiosas de este instituto se les conocía como vicentinas de la caridad y posponían a sus nombres las siglas S.C.. En 2008 este instituto se fusionó con las Hermanas de la Caridad de Nazareth.

## Historia
La congregación fue fundada en Pittsburgh, Estados Unidos, en 1902, por el sacerdote checoslovaco Adalbert Kazincy, con el fin de atender a la población inmigrante eslovaca y a los hijos americanos descendientes de estos. Para tal fin, el sacerdote recibió el apoyo de un grupo de hermanas de la caridad, procedentes de Hungría, a la cabeza de la religiosa Emerentiana Handlovits.
El instituto recibió la aprobación como congregación religiosa de derecho diocesano en 1902, de parte de Richard Phelan, obispo de Pittsburgh. El 15 de noviembre de 2008, las vicentinas de la caridad se fusionaron con las Hermanas de la Caridad de Nazareth.

## Organización
La Congregación de Hermanas Vicentinas de la Caridad fue un instituto religioso de derecho diocesano y centralizado, cuyo gobierno era ejercido por una superiora general. La sede central se encontraba en Pittsburgh (Estados Unidos).
Las vicentinas de la caridad se dedicaban a la educación de los niños y a la atención de los ancianos y enfermos, primeramente en favor de las poblaciones de eslovacos y posteriormente, entre nativos americanos y afrodescientes. En tiempos de la unión con el instituto de Nazareth, la congregación contaba con 109 religiosas.